# Varde Bank
Varde Bank var en dansk bank stiftet 23. august 1872 i Varde. I 1993 gik banken konkurs og var på daværende tidspunkt Danmarks 9. største pengeinstitut. 

## Historie
Den velanskrevne købmand Søren Thomsen valgtes som bogholder og kasserer. Da købmand og direktør i Varde Bank C. Cohn i 1874 flyttede til Stockholm, blev Søren Thomsen foreslået som ny direktør, og denne dobbeltrolle skulle få katastrofale følger for Varde Bank.

### Den første konkurs i 1885
Hvad ingen troede muligt var, at Søren Thomsen via sin dobbeltrolle havde mulighed for at lave fingerede lånebeviser og veksler.
Rygterne svirrede i flere år, for det kunne ikke være sandt, men i 1885 blev det afsløret, at Søren Thomsen havde bedraget Varde Bank for 273.284 kr., et i datiden ganske anseeligt beløb. Aktiekapitalen var tabt 2 gange, og Varde Bank var gået konkurs.
16. september 1885 indsatte en gruppe velhavere penge som aktiekapital og reservefond. Varde Bank skulle reddes for enhver pris, og ingen måtte miste deres penge. Takket være deres risikable indsats blev banken reddet fra konkurs. Senere viste det sig, at købmand Søren Thomsen, der var ung, initiativrig og succesrig, ikke havde nok driftskapital, men havde måttet låne til dyre renter. Det var skruen uden ende, og grundlaget for svig var til stede.

### Fiskernes bank
Banken oprettede en filial i Esbjerg og derefter en lille filial på fiskerihavnen i Esbjerg, der betjente fiskerne. Esbjerg havde på den tid 600 fiskekuttere, hvoraf de 400 var finansieret i Varde Bank. Det var et eksporterhverv man støttede, og det gik godt, da fiskeriet var inde i en højkonjunktur.
Senere flyttedes hovedsædet til Esbjerg – og hermed startede bankens nedtur. Fra at være en bank for Varde og omegn, hvor man kendte kunderne, og hellere havde mange små lånere end få store, gjorde man det nu anderledes. Målet var at blive en regional storbank, hvilket lykkedes i løbet af 1980'erne, hvor Varde Bank sad på en betydelig del af markedet i Sydvestjylland. Tillige overtog banken den skrantende og langt mindre Esbjerg Bank i 1991. Efter at have ejet 10% af aktiekapitalen i Ringkjøbing Landbobank siden 1989, meddelte Varde Bank i 1991 Københavns Fondsbørs at man nu ejede 36%, og at man havde til hensigt at skabe et stort vestjysk pengeinstitut. De planer havde man imidlertid ikke hørt om i Ringkøbing. 
Sideløbende med de store regionale visioner var bankens ledelse fast besluttet på at udvide aktiviteterne til resten af Danmark. Der blev åbnet afdelinger i København, Odense, Aalborg, Århus og Randers – og sågar Hamborg. Konceptet blev kaldt "engrosbank". Fokus for disse nye afdelinger var rettet mod erhvervslivet snarere end privatkunder. Desværre betød det at der blev skabt kontakter til en række meget risikovillige "entreprenører" og givet lån og kreditter til deres risikable storprojekter. Efter at have haft nulresultater siden 1986, hvilket ikke afveg fra sektoren som helhed, havde banken i 1991 lån til finansieringsvirksomhed og ejendomsadministration, som udgjorde over 40 % af bankens samlede udlån. Det var mere end dobbelt så meget som hele pengeinstitutsektoren i Danmark.
Bankens krise tog til i foråret 1992. Her vedtog direktionen en handlingsplan, der betød, at aktiekapitalen blev udvidet med 75 millioner kroner i september 1992. 
Det løste imidlertid ikke bankens problemer. I efteråret 1992 søgte Varde Bank Finanstilsynet om tilladelse til at overtræde solvenskravene. I modsat fald ville banken lukke øjeblikkeligt. Tilsynet gav Varde Bank dispensation, men da havde både udenlandske og danske banker reelt lukket for likviditetsstrømmen til Varde Bank. Hensættelsesbehovet var blevet stadig større gennem efteråret. Med den omsiggribende finansielle krise vil ingen af de øvrige danske banker påtage sig problemerne i Varde Bank. Dermed var konkursen en realitet.

## Varde Bank-sagen
Nationalbanken var i løbet af efteråret 1992 blevet klar over, at det var nødvendigt med en restrukturering af Varde Bank. I samarbejde med Finanstilsynet og med de – angiveligt noget modvillige – fire største banker og tre regionalbanker etableredes et garantikonsortium. I november 1992 stillede dette konsortium en garanti på 750 mio. kr. for Varde Bank, ligesom Nationalbanken i slutningen af 1993 mod statsgaranti stillede en kassekredit på 4,4 mia. kr. til rådighed for Varde Banks afviklingsselskab, VB Finans. Hensigten var at sikre en ordnet afvikling af aktiviteterne.
Samtidig med konkursboets afslutning blev statens garanti for trækningsretten på 4,4 mia. kr. frigivet, ligesom konkursboet frigav garantien på 750 mio. kr., hvoraf Nationalbanken hæftede forud for de øvrige garanter med 250 mio. kr. Hverken staten eller de øvrige garanter kom dermed til slut til at bidrage økonomisk til den endelige afvikling af Varde Bank. De 23.000 aktionærer i bankede mistede derimod deres investerede midler. Ved konkursen havde Varde Bank en markedsandel i Sydvestjylland på 30-40%.
Banken kom ud af regnskabsåret 1993 med tab på over 900 millioner kroner, hvoraf tab og hensættelser på ejendomsengagementer og grunde udgjorde de 700 millioner.
Det lykkedes ikke at holde Varde Bank oven vande og Sydbank Sønderjylland (senere blot Sydbank) overtog 1. januar 1994 de fleste af Varde Banks sunde aktiviteter - hvilket omfattede 90.000 kunder, 450 medarbejdere og 30 filialer.
En officiel rapport om sammenbruddet uddelte efterfølgende hård kritik mod bankens daværende direktion, bestyrelse, revision og Finanstilsynet, blandt andet blev ordførende direktør Alex Holm Jensens dobbeltrolle som bankdirektør og deltager i bestyrelsesmøder i Ejendomsselskabet af 5/11-1951, der var en af Varde Banks store kunder, gransket. Der blev dog aldrig rejst tiltale mod Alex Holm Jensen. Ejendomsselskabet påførte Varde Bank et tab på over en halv milliard kroner. Jensen var ikke medlem af bestyrelsen i selskabet, men deltog i møderne på ordre fra Varde Banks bestyrelse, fordi selskabets engagement i banken var så stort.
Afviklingsselskabet VB Finans blev nedlagt i 2007. Konkursen påførte Nationalbanken en udgift på 200 millioner kroner plus en renterabat og de omkostninger, Nationalbanken havde til medarbejdere, der arbejdede med sagen.